# Браун, Патрик (боксёр)
Патрик Браун (англ. Patrick Brown; 11 ноября 1999, Сейл, Великобритания) — британский боксёр-профессионал.
Чемпион Англии среди любителей (2021, 2022).

## Любительская карьера
Начал карьеру в клубе «Sale West».
Занимался в зале «Moss Side Fire Station», тренер — Найджел Трэвис.

### Чемпионат Англии[англ.]2021
Выступал в тяжёлой весовой категории (до 91 кг). В четвертьфинале победил Джека Дейли. В полуфинале победил Имана Захматкеша. В финале победил Томаса Погсона.

### Чемпионат Англии 2022
Выступал в тяжёлой весовой категории (до 92 кг). В полуфинале победил Джека Дейли. В финале победил Имана Захматкеша.

### Олимпийские игры 2024
Представлял Великобританию. Выступал в тяжёлой весовой категории (до 92 кг). В 1/8 финала проиграл бразильцу Кено Машадо.

## Профессиональная карьера
В августе 2024 года объявил о переходе в профессиональный бокс.
В ноябре 2024 года подписал контракт с промоутером Эдди Хирном (Matchroom Sport). Начал работать с тренером Джейми Муром в зале «V.I.P Gym».
Дебютировал на профессиональном ринге 28 марта 2025 года, победив нокаутом в 4-м раунде.

## Статистика боёв
В таблице перечислены результаты всех поединков боксёров.
В каждой строке указан результат поединка. Дополнительно номер поединка обозначен цветом, который обозначает итог поединка. Расшифровка обозначений и цветов представлена в нижеследующей таблице.
| Пример | Расшифровка                     |
| ------ | ------------------------------- |
|        | Победа                          |
|        | Ничья                           |
|        | Поражение                       |
|        | Планируемый поединок            |
|        | Поединок признан несостоявшимся |
| КО     | Нокаут                          |
| ТКО    | Технический нокаут              |
| PTS    | Решение судей (по очкам)        |
| UD     | Единогласное решение судей      |
| MD     | Решение большинства судей       |
| SD     | Раздельное решение судей        |
| RTD    | Отказ от продолжения боя        |
| DQ     | Дисквалификация                 |
| NC     | Поединок признан несостоявшимся |

| Бой | Дата          | Соперник                         | Место проведения                                       | Результат | Примечание |
| --- | ------------- | -------------------------------- | ------------------------------------------------------ | --------- | ---------- |
| 3   | 5 июля 2025   | Льюис Оакфорд (6-2)              | Манчестер Арена, Манчестер, Англия, Великобритания     | TKO1 (8)  |            |
| 2   | 21 июня 2025  | Иван Дука (5-5)                  | bp pulse LIVE Arena, Бирмингем, Англия, Великобритания | KO2 (6)   |            |
| 1   | 28 марта 2025 | Федерико Хавьер Грандоне (7-4-2) | Planet Ice, Олтрингем, Англия, Великобритания          | TKO4 (6)  |            |
| Бой | Дата          | Соперник                         | Место проведения                                       | Результат | Примечание |

## Титулы и достижения

### Любительские
- 2021  Чемпион Англии в тяжёлом весе (до 91 кг).
- 2022  Чемпион Англии в тяжёлом весе (до 92 кг).